# Колфакс (округ, Небраска)
Колфакс (англ. Colfax County) — округ в штате Небраска, США. Столица и крупнейший город — Скайлер. И округ и его столица названы в честь бывшего вице-президента США (1869—1873) Скайлера Колфакса
По данным переписи за 2010 год число жителей округа составляло 10 515 человек. В системе автомобильных номеров Небраски округ Колфакс имеет префикс 43. Округ был создан в 1869 году.

## География
По данным Бюро переписи населения США округ Колфакс имеет общую площадь в 1080 квадратных километра, из которых 1067 кв. километра занимает земля и 13 кв. километра — вода. Площадь водных ресурсов округа составляет 1,2 % от всей его площади.

### Соседние округа

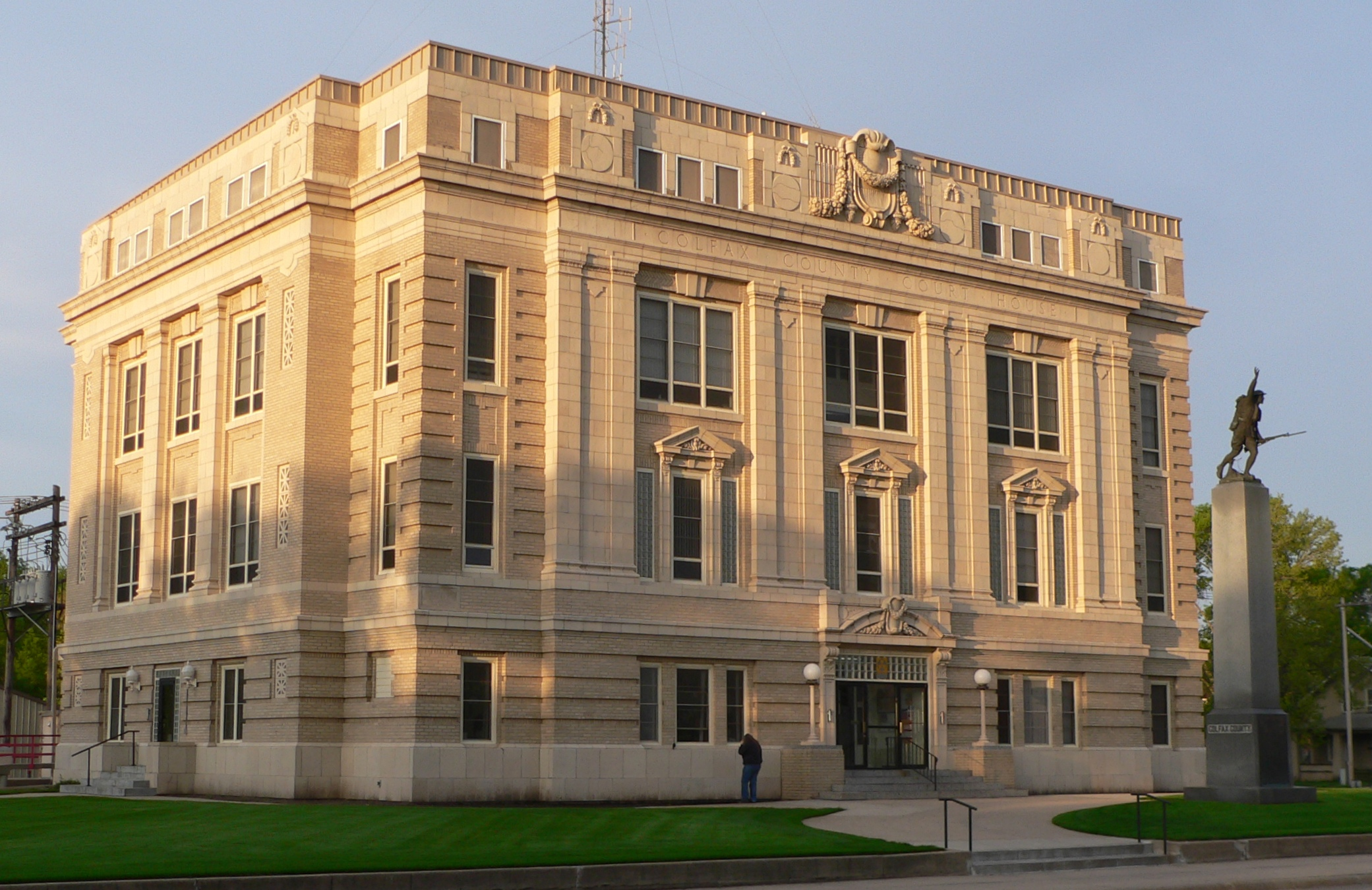
Здание окружного суда Колфакса

- Додж — восток
- Батлер — юг
- Платт — запад
- Стантон — север
- Каминг — северо-восток

### Транспорт
Через округ проходят:
- US 30[англ.] (англ. U.S. Route 30).
- Дорога 15 штата Небраска[англ.].
- Дорога 57 штата Небраска[англ.].
- Дорога 91 штата Небраска[англ.].

## Население
В 2010 году на территории округа проживало 10 515 человек (из них 51,6 % мужчин и 48,4 % женщин), насчитывалось 3618 домашних хозяйства и 2570 семьи. Расовый состав: белые — 72,6 %, афроамериканцы — 0,8 %, коренные американцы — 1,1 %, азиаты — 0,3 и представители двух и более рас — 2,0 %. Согласно переписи 2015 года в округе проживали 10522 человек, из них 26,4 % имели немецкое происхождение, 17,9 % — чешское, 1,0 % — норвежское, 1,6 % — польское, 4,5 % — ирландское, 2,3 % — английское, 1,7 % — шведское.
Население округа по возрастному диапазону по данным переписи 2010 года распределилось следующим образом: 29,1 % — жители младше 18 лет, 3,9 % — между 18 и 21 годами, 53,4 % — от 21 до 65 лет и 13,6 % — в возрасте 65 лет и старше. Средний возраст населения — 34,2 лет. На каждые 100 женщин в Колфаксе приходилось 106,6 мужчин, при этом на 100 совершеннолетних женщин приходилось уже 105,4 мужчин сопоставимого возраста.
Из 3618 домашних хозяйств 71,0 % представляли собой семьи: 57,2 % совместно проживающих супружеских пар (26,8 % с детьми младше 18 лет); 8,0 % — женщины, проживающие без мужей и 5,9 % — мужчины, проживающие без жён. 29,0 % не имели семьи. В среднем домашнее хозяйство ведут 2,88 человека, а средний размер семьи — 3,39 человека. В одиночестве проживали 24,8 % населения, 12,6 % составляли одинокие пожилые люди (старше 65 лет).

### Населённые пункты
Города: Скайлер, Кларксон
Деревни: Ховелс, Лей, Ричленд, Роджерс

## Экономика
В 2015 году из 7707 трудоспособных жителей старше 16 лет имели работу 5224 человек. При этом мужчины имели медианный доход в 38 083 долларов США в год против 28 409 долларов среднегодового дохода у женщин. В 2014 году медианный доход на семью оценивался в 60 956 $, на домашнее хозяйство — в 51 367 $. Доход на душу населения — 22 857 $. 9,8 % от всего числа семей в Колфаксе и 13,3 % от всей численности населения находилось на момент переписи за чертой бедности.